# Тарченто
Тарченто (італ. Tarcento) — муніципалітет в Італії, у регіоні Фріулі-Венеція-Джулія,  провінція Удіне.
Тарченто розташоване на відстані близько 490 км на північ від Рима, 80 км на північний захід від Трієста, 17 км на північ від Удіне.
Населення — 9081 особа (2014).
Покровитель — San Pietro.

## Демографія
Населення за роками:

Станом на 1 січня 2023 року в муніципалітеті офіційно проживало 637 іноземців з 60 країн, серед них 239 громадян країн Євросоюзу та 48 громадян України.

## Сусідні муніципалітети
- Кассакко
- Лузевера
- Маньяно-ін-Рив'єра
- Монтенарс
- Німіс
- Реана-дель-Рояле
- Тричезімо